# Anisacanthus trilobus
Anisacanthus trilobus är en akantusväxtart som beskrevs av Gustav Lindau. Anisacanthus trilobus ingår i släktet Anisacanthus och familjen akantusväxter. Inga underarter finns listade i Catalogue of Life.